# Городецький (Кулундинський район)
Городе́цький (рос. Городецкий) — селище у складі Кулундинського району Алтайського краю, Росія. Входить до складу Воздвиженської сільської ради.

## Населення
Населення — 241 особа (2010; 317 у 2002).
Національний склад (станом на 2002 рік):
- росіяни — 61 %